# XGBoost
XGBoost (eXtreme Gradient Boosting) est une bibliothèque logicielle open source permettant de mettre en œuvre des méthodes d’amplification de gradient (Gradient boosting), de régularisation en C++, Java, R, Python et Julia. XGBoost fonctionne aussi bien sur Linux que sur Microsoft Windows ou MacOS.
D'après sa description, le projet vise à offrir une bibliothèque de gradient boosting "conçue pour être évolutive, portable et distribuée. (GBM, GBRT, GBDT)".
Au milieu des années 2010, XGBoost s’est imposé comme l’algorithme privilégié par de nombreux lauréats de concours de machine learning.

## Fonctionnement de l'algorithme
XGBoost applique la méthode de Newton-Raphson dans l’espace des fonctions, contrairement au gradient boosting classique qui utilise la descente de gradient dans ce même espace. Une approximation de Taylor d’ordre deux est intégrée à la fonction de coût pour établir le lien avec la méthode de Newton-Raphson.
Entrée :
{\displaystyle {(x_{i},y_{i})}_{i=1}^{N}} avec une fonction de perte différentiable {\displaystyle L(y,F(x))}, un nombre d’apprenants faibles (weak learners) {\displaystyle M}  et un taux d’apprentissage {\displaystyle \alpha }.
Algorithme :
1. Initialisation du modèle avec une constante :

{\displaystyle {\hat {f}}^{(0)}(x)={\underset {\theta }{\arg \min }}\sum _{i=1}^{N}L(y_{i},\theta )}
Cette étape consiste à choisir la valeur constante ({\displaystyle \theta }) qui minimise la perte globale sur l’entrée. Par exemple, pour une perte quadratique {\displaystyle (L(y,\theta )=(y-\theta )^{2})}, {\displaystyle \theta } est la moyenne des {\displaystyle y_{i}}.
Pour {\displaystyle m=1} à {\displaystyle M} :
a. Calcul des gradients et hessiens :
{\displaystyle {\hat {g}}_{m}(x_{i})=\left.{\frac {\partial L(y_{i},f(x_{i}))}{\partial f(x_{i})}}\right|{f(x)={\hat {f}}^{(m-1)}(x)}}
{\displaystyle {\hat {h}}_{m}(x_{i})=\left.{\frac {\partial ^{2}L(y_{i},f(x_{i}))}{\partial f(x_{i})^{2}}}\right|{f(x)={\hat {f}}^{(m-1)}(x)}}
Le gradient {\displaystyle ({\hat {g}}_{m})}indique la direction de correction. L'hessien {\displaystyle ({\hat {h}}_{m})} mesure la courbure de la perte, ce qui permet d’ajuster plus finement la mise à jour (méthode de Newton-Raphson).
b. Ajustement d’un apprenant faible : On ajuste un modèle de base (par exemple, un arbre) pour prédire la cible suivante pour chaque {\displaystyle x_{i}}:
{\displaystyle {\tilde {y}}_{i}=-{\frac {{\hat {g}}_{m}(x_{i})}{{\hat {h}}_{m}(x_{i})}}}
On cherche la fonction {\displaystyle \phi _{m}} qui minimise : 
{\displaystyle {\hat {\phi }}_{m}={\underset {\phi \in \Phi }{\arg \min }}\sum _{i=1}^{N}{\frac {1}{2}}{\hat {h}}_{m}(x_{i})\left[\phi (x_{i})+{\frac {{\hat {g}}_{m}(x_{i})}{{\hat {h}}_{m}(x_{i})}}\right]^{2}}
où {\displaystyle \Phi } est l’ensemble des fonctions possibles (par exemple, tous les arbres de décision d’une certaine profondeur).
c. Mise à jour du modèle :
{\displaystyle {\hat {f}}^{(m)}(x)={\hat {f}}^{(m-1)}(x)+\alpha {\hat {\phi }}_{m}(x)}
où {\displaystyle \alpha } est le taux d’apprentissage.
Sortie finale :
{\displaystyle {\hat {f}}(x)={\hat {f}}^{(M)}(x)={\hat {f}}^{(0)}(x)+\sum _{m=1}^{M}\alpha {\hat {\phi }}_{m}(x)}
La prédiction finale est la somme de la constante initiale et des corrections successives apportées par chaque apprenant faibles.